# Tetrameristaceae
Tetrameristaceae là danh pháp khoa học của một họ thực vật có hoa. Họ này chỉ chứa 5 loài cây gỗ hay cây bụi, trong 3 chi:
- Tetramerista ở miền tây Malesia
- Pentamerista ở khu vực Guyana (Venezuela).
- Pelliciera ở Trung Mỹ và miền bắc Nam Mỹ với 1 loài (Pelliciera rhizophorae). Chi này đôi khi tách ra thành họ đơn loài gọi là Pellicieraceae.

Hệ thống APG II đặt họ này trong bộ Ericales của nhánh asterids.